# Como Calcio 1970-1971
Questa voce raccoglie le informazioni riguardanti il Como Calcio nelle competizioni ufficiali della stagione 1970-1971.

## Stagione
Nella stagione 1970-1971 il Como disputa il campionato di Serie B, con 38 punti si piazza in decima posizione, sono promosse in Serie A il Mantova con 48 punti, Atalanta e Catanzaro con 47 punti, retrocedono in Serie C il Pisa con 32 punti, la Casertana con 27 punti e la Massese con 22 punti.
Sulle rive del Lago entra nella società lariana il "gruppo di Meda" guidato dall'imprenditore brianzolo Alfredo Tragni, titolare di un'azienda che commercia legnami. La nuova società si chiama Como Calcio e per questa prima stagione continua a presiederla Romildo Roncoroni; si conferma sulla panchina Maino Neri. In campionato il Como ottiene un onorevole ottavo posto in classifica, decimo perché vi arriva con Modena e Reggina con una miglior differenza reti: è la stagione dell'esplosione del ventenne Sergio Magistrelli autore di 16 reti, di cui 15 in campionato ed una in Coppa Italia, ma anche di tre clamorosi rovesci per (4-1) in campionato subiti contro il Palermo, il Brescia e l'Atalanta. Ai primi di marzo, dopo la sconfitta interna con il Modena (1-2), viene sollevato dall'incarico l'allenatore Maino Neri che viene sostituito con il suo secondo Gino Giaroli.
In Coppa Italia viene inserito nel terzo girone di qualificazione, vinto dall'Atalanta su Monza, Inter e Como.

## Rosa

Gli attaccanti Sergio Magistrelli e Renzo Garlaschelli

| N. |                   | Ruolo | Calciatore         |
| -- | ----------------- | ----- | ------------------ |
|    | Italia (bandiera) | P     | Remo Bianchi       |
|    | Italia (bandiera) | P     | Sergio Viganò      |
|    | Italia (bandiera) | P     | Luciano Zamparo    |
|    | Italia (bandiera) | D     | Elienzo Ceriani    |
|    | Italia (bandiera) | D     | Antonio Ghelfi     |
|    | Italia (bandiera) | D     | Roberto Melgrati   |
|    | Italia (bandiera) | D     | Luigi Paleari      |
|    | Italia (bandiera) | D     | Giuseppe Trinchero |
|    | Italia (bandiera) | C     | Pierluigi Lambrugo |
|    | Italia (bandiera) | C     | Alfredo Magni      |

| N. |                   | Ruolo | Calciatore         |
| -- | ----------------- | ----- | ------------------ |
|    | Italia (bandiera) | C     | Adriano Martelli   |
|    | Italia (bandiera) | C     | Doriano Pozzato    |
|    | Italia (bandiera) | C     | Franco Vannini     |
|    | Italia (bandiera) | A     | Giuseppe Barbazza  |
|    | Italia (bandiera) | A     | Claudio Correnti   |
|    | Italia (bandiera) | A     | Renzo Garlaschelli |
|    | Italia (bandiera) | A     | Sergio Magistrelli |
|    | Italia (bandiera) | A     | Piero Pittofrati   |
|    | Italia (bandiera) | A     | Michele Solbiati   |
|    | Italia (bandiera) | A     | Alessandro Turini  |

## Risultati

### Serie B

#### Girone di andata
| Arbitro: | Menegali (Roma) |

|                          |           |  |
| Picat Re 45’ Martini 47’ | Marcatori |  |

| Arbitro: | Ciacci (Firenze) |

|               |           |           |
| Pittofrati 2’ | Marcatori | 21’ Fazzi |

| Arbitro: | R. Lattanzi (Roma) |

|                 |           |                                                 |
| Facchinello 37’ | Marcatori | 15’ (aut.) Pinotti 76’ Lambrugo 87’ Magistrelli |

| Arbitro: | Cantelli (Firenze) |

|                                   |           |                      |
| Magistrelli 2’, 83’ Pittofrati 3’ | Marcatori | 6’ Braca 86’ Busatta |

| Arbitro: | Levrero (Genova) |

|                   |           |                        |
| Spelta 73’ (rig.) | Marcatori | 49’ (rig.) Magistrelli |

| Arbitro: | Giunti (Arezzo) |

|                                     |           |               |
| Magistrelli 50’ (rig.) Lambrugo 78’ | Marcatori | 30’ Marchetti |

| Arbitro: | Reggiani (Bologna) |

|                                 |           |  |
| Busilacchi 23’, 54’ Diomedi 83’ | Marcatori |  |

| Como 8 novembre 1970, ore 14.30 8ª giornata | Como            | 0 – 0 referto | Brescia | Stadio Giuseppe Sinigaglia\| Arbitro: \| Porcelli (Lodi) \| |
| Arbitro:                                    | Porcelli (Lodi) |               |         |                                                             |

| Arbitro: | Campanini (Finale Emilia) |

|             |           |              |
| Menconi 72’ | Marcatori | 56’ Solbiati |

| Arbitro: | Gonella (Torino) |

|                              |           |  |
| Lambrugo 20’ Magistrelli 39’ | Marcatori |  |

| Arbitro: | Gialluisi (Barletta) |

|                             |           |                    |
| Correnti 68’ Pittofrati 85’ | Marcatori | 35’ (aut.) Paleari |

| Pisa 6 dicembre 1970, ore 14.30 12ª giornata | Pisa               | 0 – 0 referto | Como | Stadio Arena Garibaldi\| Arbitro: \| Michelotti (Parma) \| |
| Arbitro:                                     | Michelotti (Parma) |               |      |                                                            |

| Como 13 dicembre 1970, ore 14.30 13ª giornata | Como             | 0 – 0 referto | Palermo | Stadio Giuseppe Sinigaglia\| Arbitro: \| Ciacci (Firenze) \| |
| Arbitro:                                      | Ciacci (Firenze) |               |         |                                                              |

| Arbitro: | Lazzaroni (Milano) |

|              |           |                                            |
| Lambrugo 67’ | Marcatori | 18’ Pirola 22’ Moro 42’ Sacco 89’ Vallongo |

| Arbitro: | Stagnoli (Bologna) |

|                                                   |           |  |
| Benvenuto 17’ Incerti 55’ Camozzi 70’ Galuppi 85’ | Marcatori |  |

| Como 3 gennaio 1971, ore 14.30 16ª giornata | Como                 | 0 – 0 referto | Cesena | Stadio Giuseppe Sinigaglia\| Arbitro: \| Barbaresco (Cormons) \| |
| Arbitro:                                    | Barbaresco (Cormons) |               |        |                                                                  |

| Taranto 10 gennaio 1971, ore 14.30 17ª giornata | Taranto                   | 0 – 0 referto | Como | Stadio Comunale\| Arbitro: \| Campanini (Finale Emilia) \| |
| Arbitro:                                        | Campanini (Finale Emilia) |               |      |                                                            |

| Como 17 gennaio 1971, ore 14.30 18ª giornata | Como               | 0 – 0 referto | Perugia | Stadio Giuseppe Sinigaglia\| Arbitro: \| Clerico (Chiavari) \| |
| Arbitro:                                     | Clerico (Chiavari) |               |         |                                                                |

| Arbitro: | Moretto (San Donà di Piave) |

|             |           |  |
| Facchin 12’ | Marcatori |  |

#### Girone di ritorno
| Arbitro: | Calì (Roma) |

|             |           |  |
| Pozzato 82’ | Marcatori |  |

| Arbitro: | Giunti (Arezzo) |

|                |           |                     |
| Corbellini 48’ | Marcatori | 93’ (aut.) Giacomin |

| Como 21 febbraio 1971, ore 14.30 22ª giornata | Como               | 0 – 0 referto | Monza | Stadio Giuseppe Sinigaglia\| Arbitro: \| Reggiani (Bologna) \| |
| Arbitro:                                      | Reggiani (Bologna) |               |       |                                                                |

| Arbitro: | Ciacci (Firenze) |

|                         |           |                 |
| Gori 10’, 74’ Mammi 76’ | Marcatori | 63’ Magistrelli |

| Arbitro: | Gialluisi (Barletta) |

|             |           |                           |
| Vannini 17’ | Marcatori | 25’ Guglielmoni 60’ Festa |

| Terni 14 marzo 1971, ore 14.30 25ª giornata | Ternana                    | 0 – 0 referto | Como | Stadio Libero Liberati\| Arbitro: \| Trinchieri (Reggio Emilia) \| |
| Arbitro:                                    | Trinchieri (Reggio Emilia) |               |      |                                                                    |

| Arbitro: | Toselli (Cormons) |

|                        |           |  |
| Magistrelli 60’ (rig.) | Marcatori |  |

| Arbitro: | Trono (Torino) |

|                                                 |           |                        |
| De Paoli 24’ (rig.), 79’ Simoni 82’ Nardoni 85’ | Marcatori | 30’ (rig.) Magistrelli |

| Arbitro: | Campanini (Reggio Emilia) |

|                                   |           |               |
| Magistrelli 24’, 60’ Solbiati 72’ | Marcatori | 11’ Del Barba |

| Arbitro: | Casarin (Milano) |

|                               |           |  |
| Panizza 57’ (rig.) Toschi 81’ | Marcatori |  |

| Arbitro: | Frasso (Capua) |

|             |           |  |
| Carrera 20’ | Marcatori |  |

| Arbitro: | Stagnoli (Bologna) |

|                           |           |  |
| Lambrugo 15’ Barbazza 84’ | Marcatori |  |

| Arbitro: | Levrero (Genova) |

|                                                 |           |              |
| Troja 7’, 38’ Pellizzaro 41’ (rig.) Arcoleo 82’ | Marcatori | 89’ Solbiati |

| Bergamo 9 maggio 1971, ore 14.30 33ª giornata | Atalanta         | 0 – 0 referto | Como | Stadio Comunale\| Arbitro: \| Branzoni (Pavia) \| |
| Arbitro:                                      | Branzoni (Pavia) |               |      |                                                   |

| Arbitro: | F. Lattanzi (Macerata) |

|                                  |           |                               |
| Garlaschelli 53’ Magistrelli 69’ | Marcatori | 6’ Galuppi 48’ (aut.) Paleari |

| Arbitro: | Cantelli (Firenze) |

|  |           |                                |
|  | Marcatori | 33’ Garlaschelli 64’ Trinchero |

| Arbitro: | Bernardis (Latina) |

|                 |           |  |
| Magistrelli 85’ | Marcatori |  |

| Arbitro: | R. Lattanzi (Roma) |

|            |           |  |
| Traini 25’ | Marcatori |  |

| Arbitro: | Lupi (Genova) |

|                      |           |  |
| Magistrelli 32’, 70’ | Marcatori |  |

### Coppa Italia

#### Primo turno
| Arbitro: | Trinchieri (Reggio Emilia) |

|  |           |                                                             |
|  | Marcatori | 10’ Pellizzaro 48’ S. Mazzola 61’ Boninsegna 77’ Frustalupi |

| Arbitro: | Moretto (San Donà di Piave) |

|  |           |            |
|  | Marcatori | 18’ Trebbi |

| Arbitro: | Porcelli (Lodi) |

|              |           |                    |
| Leonardi 26’ | Marcatori | 53’ S. Magistrelli |

## Statistiche

### Statistiche di squadra
| Competizione | Punti | In casa | In casa | In casa | In casa | In casa | In casa | In trasferta | In trasferta | In trasferta | In trasferta | In trasferta | In trasferta | Totale | Totale | Totale | Totale | Totale | Totale | DR  |
| Competizione | Punti | G       | V       | N       | P       | Gf      | Gs      | G            | V            | N            | P            | Gf           | Gs           | G      | V      | N      | P      | Gf     | Gs     | DR  |
| ------------ | ----- | ------- | ------- | ------- | ------- | ------- | ------- | ------------ | ------------ | ------------ | ------------ | ------------ | ------------ | ------ | ------ | ------ | ------ | ------ | ------ | --- |
| Serie B      | 38    | 19      | 10      | 7       | 2       | 24      | 14      | 19           | 2            | 7            | 10           | 11           | 29           | 38     | 12     | 14     | 12     | 35     | 43     | -8  |
| Coppa Italia | 1     | 2       | 0       | 0       | 2       | 0       | 5       | 1            | 0            | 1            | 0            | 1            | 1            | 3      | 0      | 1      | 2      | 1      | 6      | -5  |
| Totale       |       | 21      | 10      | 7       | 4       | 24      | 19      | 20           | 2            | 8            | 10           | 12           | 30           | 41     | 12     | 15     | 14     | 36     | 49     | -13 |

### Statistiche dei giocatori
| Giocatore       | Serie B  | Serie B | Coppa Italia | Coppa Italia | Totale   | Totale |
| Giocatore       | Presenze | Reti    | Presenze     | Reti         | Presenze | Reti   |
| --------------- | -------- | ------- | ------------ | ------------ | -------- | ------ |
| G. Barbazza     | 6        | 1       | 3            | 0            | 9        | 1      |
| R. Bianchi      | 2        | -1      | -            | -            | 2        | -1     |
| E. Ceriani      | 6        | 0       | 1            | 0            | 7        | 0      |
| C. Correnti     | 29       | 1       | 3            | 0            | 32       | 1      |
| R. Garlaschelli | 34       | 2       | 2            | 0            | 36       | 2      |
| A. Ghelfi       | 36       | 0       | 3            | 0            | 39       | 0      |
| P. Lambrugo     | 34       | 5       | 3            | 0            | 37       | 5      |
| S. Magistrelli  | 33       | 15      | 2            | 1            | 35       | 16     |
| A. Magni        | 35       | 0       | 3            | 0            | 38       | 0      |
| A. Martelli     | 1        | 0       | -            | -            | 1        | 0      |
| R. Melgrati     | 23       | 0       | 1            | 0            | 24       | 0      |
| L. Paleari      | 38       | 0       | 3            | 0            | 41       | 0      |
| P. Pittofrati   | 38       | 3       | 3            | 0            | 41       | 3      |
| D. Pozzato      | 17       | 1       | 1            | 0            | 18       | 1      |
| M. Solbiati     | 14       | 3       | -            | -            | 14       | 3      |
| G. Trinchero    | 31       | 1       | 3            | 0            | 34       | 1      |
| A. Turini       | 7        | 0       | 2            | 0            | 9        | 0      |
| F. Vannini      | 17       | 2       | -            | -            | 17       | 2      |
| S. Viganò       | 10       | -11     | -            | -            | 10       | -11    |
| L. Zamparo      | 28       | -31     | 3            | -6           | 31       | -37    |